# Lechnerkopf
Der Lechnerkopf ist ein 1547 m ü. NHN hoher, der Hochsalwand vorgelagerter Gipfel in der Wendelsteingruppe im Mangfallgebirge. Ein Gipfelkreuz befindet sich am höchsten Punkt.

## Topographie
Die Hochsalwand sendet einen Grat nach Norden bis zur Rampoldplatte, auf welchem sich der Lechnerkopf durch seine Felsgestalt recht eigenständig erhebt.
Vom Sattel zwischen den beiden kann der Lechnerkopf auch weglos und in kurzer Kletterei erreicht werden.